# Sistema de Signos Internacional
El Sistema de Signos Internacional (SSI) es una variante de lengua de signos empleada en diferentes contextos, particularmente en reuniones internacionales como el congreso de la Federación Mundial de Sordos, las Sordolimpiadas, en videoclips producidos por personas sordas y destinados a otras personas sordas de todo el mundo y, de manera informal, socializando en viajes por todo el mundo. Es una lengua de señas pidgin. No es tan natural ni compleja como otras lenguas de signos naturales, además tiene un léxico limitado.

## Nomenclatura
Mientras el término más empleado es Sistema de Signos Internacional, a veces se le hace referencia como Gestuno, o informalmente como Lengua Internacional de Signos, Lengua de Señas Pidgin y Gesto Internacional. Sistema de Signos Internacional es el nombre empleado por la Federación Mundial de Sordos y otras organizaciones internacionales.

## Historia
Personas sordas en el Occidente y de Medio Oriente se han reunido por más de 2,000 años utilizando la lengua de señas. Cuando las personas Sordas de diferentes bases de lengua de señas se juntan, una variedad de signos de lengua de señas surge de este contacto, ya sea en un contexto personal informal o en un contexto internacional formal. Por lo tanto las personas sordas deben utilizar una clase de sistema auxiliar gestual para la comunicación internacional en acontecimientos deportivos o culturales desde inicios el siglo XIX. La necesidad de estandarizar un sistema internacional de señas se discutió en el primer Congreso Mundial de Sordos en 1951, cuándo el WFD se formó. En los años siguientes, un pidgin se desarrolló ya que los delegados de diferentes bases de lenguas se comunicaron entre ellos, y en 1973, el comité WFD ("la Comisión de Unificación de Señales") publicó un vocabulario estandarizado. Seleccionaron "señales naturales espontáneas y fáciles de uso común por personas sordas de países diferentes" para hacer que la lengua fuera fácil de aprender. Un libro publicado por la comisión a inicios de los @1970s, Gestuno: Lengua Internacional de Señales del Sordo, contiene una lista de vocabulario de aproximadamente 1500 señales. El nombre "Gestuno" se eligió, haciendo referencia a gesto y unidad.

En las Sordolimpiadas se usa el lenguaje internacional de signos.

No obstante, cuando Gestuno se utilizó por primera vez en el WFD congreso en Bulgaria en 1976, fue incomprensible a participantes sordos. Posteriormente, fue desarrollado informalmente por sordos e intérpretes oyentes, y resultó en incluir más gramática — especialmente características lingüísticas que se piensan universales entre las lenguas de señas, como la función de cambio y el uso de clasificadores. Además, el vocabulario era gradualmente reemplazado por señales más icónicas y señales prestadas de diferentes lenguas de señas.
El primer curso de formación en Gestuno se impartió en Copenhague en 1977 para preparar intérpretes para la 5.ª Conferencia Mundial de Sordera. Patrocinado por la Asociación danesa del Sordo y la Universidad de Copenhague, el curso estuvo diseñado por Robert M. Ingram Y enseñado por Betty L. Ingram, dos intérpretes americanos.
El nombre Gestuno se ha dejado de usar, y la frase "señal Internacional" es ahora más generalmente utilizado para identificar esta variedad de señal. De hecho, la corriente "IS" (International Sign) tiene poco en común con las señales que publicaron bajo el nombre 'Gestuno'.
Un desarrollo paralelo ha ocurrido en Europa en años recientes, donde crece la interacción entre las comunidades sordas de Europa ha surgido la aparición de un pidgin o señal criolla. Algunos lingüistas se refieren a estas señales como "Eurosigns". Las Euro señales tienen influencia en Lengua de Señas británica, Lengua de Señas francesa y señas escandinavas.

## Vocabulario
El léxico de Señal Internacional está limitado, y varía entre los intérpretes. El intérprete de Señas Internacional Bill Moody notó en un papel de 1994 que el vocabulario utilizado en conferencias era en gran parte derivados de las lenguas de señales del mundo Occidental y era menos comprensible a aquellos de lengua de señales africanas o asiáticas. Un estudio por Bencie Woll en 1999 sugirió que los hablantes de Señas Internacional a menudo utilizaban una gran cantidad de vocabulario de su lengua nativa, escogiendo variantes de señales que serían más fácilmente entendidas por un extranjero. En contraste, Rachel Rosenstock notó que el vocabulario exhibido en su estudio de Señal Internacional era en gran parte elaborado con las señales icónicas comunes a muchas lenguas de señal:

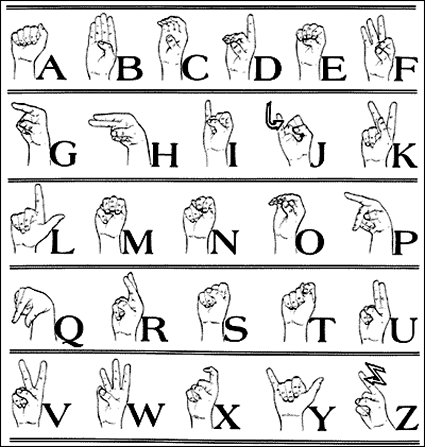
Lenguaje internacional de signos.

Más del 60% de las señales coincidieron en más de ocho lenguas de señas así como en la Señal Internacional. Esto sugiere que la mayoría de las señales de "Señal Internacional" no son señales prestadas de una lengua de señas concreto, como los otros estudios sugirieron, sino que es común a muchas lenguas de señas naturales. Sólo el 2% de las señales se demostraron ser únicos de la Seña Internacional. El restante 38% fue tomado prestado de otros grupos de lenguaje de señas. 

## Gramática
Las personas que se comunican con la señal Internacional tienden a tener una pesada función, así como a una característica común a la mayoría de los lenguajes de signos investigados hasta la fecha: un extenso sistema formal de clasificadores. Los clasificadores se usan para describir cosas, y se transfieren bien a través de las barreras lingüísticas. Se ha observado que los firmantes son generalmente mejores en comunicación interlingual que los no-firmantes, incluso sin una lengua franca. Quizás, junto con la experiencia de las personas sordas se cree un puente con las barreras de comunicación, el uso de clasificadores es una razón clave.
Un papel presentado en 1994 sugirió que los firmantes de “Señal Internacional” "combinaban una gramática relativamente rica y estructurada con un léxico severamente empobrecido". Supalla Y Webb (1995) describe a SI (Señal Internacional) como un tipo de pidgin, pero concluye que es "más complejo que un típico pidgin pero se parece más a un pidgin que a una lengua de señal llena".

## Letras y números
Un alfabeto manual se utiliza para deletrear nombres con los dedos, el cual está basado en el sistema de una mano que utilizaron en Europa y América para representar el alfabeto Romano. En una conversación con dos personas, cualquier alfabeto manual puede ser utilizado; a menudo un hablante podrá deletrear con los dedos utilizando el alfabeto de la otra persona, con frecuencia es más fácil deletrear deprisa en un alfabeto desconocido que leer deprisa. El Sistema de Señal Internacional también tiene un sistema estandarizado de números ya que estas señales varían mucho entre lenguas de señal.

## Uso de indigenismos en las señales
La señal propia de cada región se utiliza para cada país y nombres de ciudad. Esto puede ser utilizado conjuntamente con deletrear y clasificando para el primer caso, y la sola señal que se utiliza para la región.

## Ejemplos de Lengua Internacional de Signos
- WFD homepage — Contiene a escaso QuickTime vídeo en ES con inglés subtitles.
- Versión digital de Gestuno: Lengua de Señal Internacional del Sordo / Langage Gestuel Internacional des Sourds — Contiene original ES señales (muchos ahora outdated) en forma de fotografía